# Adeílson
Adeílson Pereira de Mello, dit Adeilson, est un joueur de football brésilien, né le 7 octobre 1985 à Nova União, qui évolue au poste d'attaquant. Il mesure 1,83 m.

## Parcours brésilien
Sa carrière de footballeur débute en 2002, lorsqu'il s'inscrit au club de Santa Cruz-MG. Il s'engage ensuite, la même année, avec le club du Real de Caeté. Il changera de club chaque année. União Luziense-MG (2003), Mamoré-MG (2004) et Démocrata-MG (2005) se rajoutent à son parcours. Il s'engage avec le club de Guarani-SP en 2006, en première division brésilienne où il jouera 9 matchs pour 1 but. Il sera repéré par les dirigeants d'Ipatinga, et signera au club en 2007 (et continuera sa série d'une seule année par club). Il inscrira 3 buts en 13 matchs.
En 2008, c'est à Tombense qu'il signe. Il n'y jouera aucun match et sera prêté à Ipatinga, où il marquera 10 buts pour 31 matchs.
C'est alors que l'OGC Nice se place pour le recruter, tout comme le Bayer Leverkusen et de grands clubs brésiliens. Adeilson signera dans le club niçois le 3 janvier 2009, pour un montant d'un peu plus d'un million d'euros.

## Parcours OGC Nice
Les dirigeants niçois laissent au jeune brésilien un temps d'adaptation, pour apprendre le français et de récupérer sa capacité physique, puisque la saison brésilienne est terminée à son arrivée.
Il fait sa première apparition en Coupe de France, contre Monaco (défaite de Nice 1-0), où il ne joua que cinq minutes.
Adeilson se fait remarquer dès son premier match en Ligue 1, le 8 février 2009, face à l'Olympique lyonnais. Il est exclu quelques minutes après son entrée, pour avoir frappé Jean-Alain Boumsong.
Au mercato d'été 2009, il est prêté avec option d'achat au club brésilien de Fluminense FC.
Le 6 septembre 2010, le Brésilien est prêté jusqu'à la fin de la saison sans option d'achat au FC Istres (L2).

## Clubs
| Saison        | Club                   | Div. | Matchs | Buts |
| ------------- | ---------------------- | ---- | ------ | ---- |
| 2002          | Santa Cruz-MG          |      |        |      |
| 2002          | Real de Caeté          |      |        |      |
| 2003          | União Luziense-MG      |      |        |      |
| 2004          | Mamoré-MG              |      |        |      |
| 2005          | EC Démocrata           |      |        |      |
| 2006          | Guarani FC             | 1    | 39     | 12   |
| 2007          | Ipatinga               | 2    | 28     | 11   |
| 2008          | Ipatinga               | 1    | 31     | 10   |
| jan-juin 2009 | OGC Nice               | 1    | 10     | 0    |
| 2009          | → Fluminense FC (prêt) | 1    | 15     | 2    |
| 2010 - 2011   | → FC Istres (prêt)     | 2    | 20     | 5    |